# Abecedni popis agnotozoa: P

### PelmatosphaeraCaullery & Mesnil, 1904
- Pelmatosphaera polycirri Caullery & Mesnil, 1904

Agnotozoa → Orthonectida → Pelmatosphaeridae

### PorodicaPelmatosphaeridaeStunkard, 1937
- Rodovi: Pelmatosphaera

Agnotozoa → Orthonectida

### KoljenoPlacozoaGrell, 1971
- Rod Trichoplax

Agnotozoa

### PleodicyemaNouvel, 1961
- Pleodicyema delamarei Nouvel, 1961

Dicyemida → Rhombozoa → Dicyemidae

### ProthelminthusJourdain, 1880
Sinonim Prothelminthus hessi Jourdain, 1880 = Intoshia leptoplanae Giard, 1877

### PseudicyemaNouvel, 1933
- Pseudicyema cappacephalum Furuya, 2009
- Pseudicyema nakaoi Furuya, 1999
- Pseudicyema truncatum (Whitman, 1883)

Dicyemida → Rhombozoa → Dicyemidae